# La Calahorra
La Calahorra es una localidad y un municipio español situado en la parte centro-sur de la comarca de Guadix, en la provincia de Granada, comunidad autónoma de Andalucía. Limita con los municipios de Valle del Zalabí, Aldeire, Ferreira, Huéneja, Alquife y Lanteira.
Perteneció a la jurisdicción del Marquesado del Zenete. En ella se levanta el Castillo de La Calahorra.

## Geografía
El pueblo está situado al este de la capital, recostado sobre un pequeño cerro rocoso, en cuya cima el primer marqués del Zenete, hijo del Cardenal Mendoza, mandó construir un castillo-palacio. A medio camino entre Granada y Almería, se comunica con ambas ciudades por la autovía A-92, dista 90 km de la primera y de la segunda 95; por la misma autovía, a 18 km, se llega a Guadix, sede del obispado de Guadix-Baza, con una catedral de fachada plateresca y un barrio de cuevas trogloditas. Una carretera estrecha, que serpentea por el puerto de La Ragua lleva hasta La Alpujarra, y más allá hasta la costa mediterránea. Otras dos carreteras salen del poblado: una hacia Aldeire, ya en el interior del Parque nacional de Sierra Nevada, y otra que comunica pueblos del Marquesado como Alquife, con sus antiguas minas de hierro, Lanteira o Jérez del Marquesado, con Guadix.
En las coordenadas geográficas 37.º 10’ 11’’ Norte y 3.º 3,5’ 25’’ Oeste, a una altitud de 1192 m en La Calahorra el sol sale cerca del Juancanal. Es un cerro rocoso calizo, plegamiento del complejo alpujárride de la era mesozoica o secundaria (triásico superior-medio)de aprox. 200 millones de años, que tan sólo tiene en su base una pequeña franja de tierra de escasa fertilidad en la que apenas pueden arraigar algunos almendros; en su extremo norte hay una cantera que es explotada desde los años setenta. En su desplazamiento hacia el Oeste, el sol ilumina las minas de Alquife y las vegas y valles de los pueblos del Marquesado hasta ocultarse por el Picón de Jeres de 3094 m.
Por el Sur se extiende el parque nacional de Sierra Nevada, orogenia alpina de la era terciaria o cenozoica, de hace 65 millones de años y que aún sigue elevándose, asciende por el Collado de los Lobos hasta el pico de San Juan a 2784 m. Por el Norte se desciende suavemente hasta una amplia llanura, en la que hasta hace unos años se cultivaban cereales, actualmente sembrada de placas solares y aerogeneradores.

## Historia
Hay informaciones que confirman la existencia de asentamientos humanos en La Calahorra y comarca del Marquesado en el Neolítico. Igualmente están documentados yacimientos de la Edad del Bronce, de la cultura El Argar, en la zona del Marquesado del Zenete, de los que sobresale El Zabelí en Esfiliana; es probable la existencia de algún asentamiento al amparo del cerro en que actualmente se levanta el castillo.
Se sabe que fue ocupada por los fenicios, y que en época romana perteneció a la provincia Bastetania, en la que están encuadradas las zonas de Acci (Guadix) y Basti (Baza) y en la que se encuentra una población llamada Arcilasis que más tarde cambió su nombre por el de Alcala Horra (Castillo de las Peñas).
El poeta y diplomático Diego Hurtado de Mendoza en su obra Guerra de Granada dice que durante la etapa visigoda el conde Don Julián fue dueño de la fortaleza de La Calahorra y otros castillos de la comarca, que en tiempos de los musulmanes pasaron a posesión de los Zenete procedentes de Berbería.
En época del reino nazarí de Granada existía en esta comarca una rica actividad económica basada en la ganadería y el cultivo de cereales y moreras, base de una industria sedera. En la novela El manuscrito carmesí Antonio Gala narra que en 1457 Enrique IV de Castilla, continuando las guerras seculares entre cristianos y musulmanes, en lucha contra Abu Nazar Said, abuelo de Boabdil y rey de Granada, se apoderó de Jaén. Entre las escaramuzas que siguieron, el condestable Miguel Lucas de Iranzo en julio de 1462 atacó las poblaciones de Aldeire y La Calahorra «llevándose muchos prisioneros y riquezas», señal de una cierta importancia de estas poblaciones en aquella época.
En diciembre de 1489, durante la conquista del reino de Granada por los Reyes Católicos, Cidi Yahya El Nayar, caudillo musulmán, entregó a los cristianos algunos lugares de la comarca del Zenete entre ellos La Calahorra.
Durante el reinado de Felipe II se produce la segunda sublevación de Las Alpujarras entre los años 1568 y 1571. En los relatos de Diego Hurtado de Mendoza y de Luis de Mármol Carvajal sobre esta guerra, La Calahorra es atacada por moriscos que vienen de La Alpujarra, causando graves daños a personas y bienes. Los habitantes cristianos se refugiaron en el castillo hasta que soldados procedentes de Guadix restablecieron el orden. A partir de este hecho La Calahorra, con su castillo, aparece como un importante centro de avituallamiento y estancia de las tropas que procedentes de Guadix se dirigen a La Alpujarra por el puerto de La Ragua, siendo el marqués de Vélez el capitán que más tiempo permanece en el pueblo. El final de la sublevación supuso la requisa de bienes y propiedades de todos los moriscos y su expulsión y distribución por toda la península.
A excepción de las concernientes al castillo es difícil encontrar referencias a La Calahorra después de la expulsión de los moriscos. Los viajeros ingleses que recorren España en la segunda mitad del siglo XVIII y la primera del XIX, señalan en sus relatos que los caminos desde Granada hacia Almería y Murcia pasan por Guadix y Baza, sin mencionar los llanos del Marquesado, indicio de su estancamiento económico y sus malas comunicaciones.
A finales del siglo XIX se produjo la llegada del ferrocarril al municipio con la inauguración en 1895 del tramo Guadix-Almería de la línea Linares-Almería. En él se levantó la estación de La Calahorra, que facilitó sus comunicaciones con el resto de España. También se mejoran la carretera entre Guadix y Almería y los caminos que unen los pueblos del Marquesado y el que lleva a La Alpujarra.

## Urbanismo
Aunque el pueblo es pequeño, podría dividirse en barrios que identifican a sus habitantes: en la ladera del castillo Peamigos, El Cerro y Las Coberteras; enfrente Las Vistillas, La Zagüela y Los Cortijillos y entre ellos la calle Los Caños, El Barrio y La Plaza. La plaza tiene en el centro un pilar circular. En ella está la iglesia de Nuestra Señora de la Anunciación, construida en 1546, de planta en cruz y dos capillas en el lado izquierdo, de estilo mudéjar, y torre de cuatro pisos. En otro lado, un edificio albergaba en la planta alta: el Ayuntamiento, la escuela para niños y la vivienda del alguacil, y en la baja la cárcel con una diminuta habitación usada como calabozo. En otros edificios se ubicaban la escuela para niñas, la botica, el estanco, la barbería, una posada y alguna taberna.
La calle Los Caños, la más recta y ancha, va desde la plaza a un pilar rectangular alimentado por nueve caños de agua, en ella está la «casa grande», propiedad de una familia que además era dueña de una gran extensión de tierras labradas por pequeños campesinos en régimen de renta. El agua de este pilar se usaba para regar los huertos del interior del pueblo, después de pasar por dos lavaderos. En El Barrio estaba el juzgado. Las calles, sin asfaltar ni empedrar y sin luz eléctrica, maltrechas por las herraduras de los mulos y las ruedas de hierro de los carros, eran polvorientas en tiempo seco y lodosas con las lluvias.
En las casas la oscuridad se combatía con candiles y quinqués hasta que llegó la luz eléctrica. Con ella aparecieron los receptores de radio que alegraron las casas con coplas, cante flamenco y novelas. En contrapartida a la escasa luz, en las noches de verano, mientras se tomaba el fresco sentados en los poyos adosados a las paredes de las casas, se podía contemplar el espléndido espectáculo del cielo salpicado de estrellas, las constelaciones y la senda lechosa de la Vía Láctea.
La mayoría de las viviendas son de dos plantas. Sus gruesas paredes están hechas de lajas, adobes y piedras unidas con barro y con barro repelladas, los techos se construían con palos y cañas y se cubrían con tejas o launa que no evitaba las goteras en los días de lluvia o nieve.
Tanto las paredes exteriores como las interiores se blanqueaban todos los años en ocasión de las fiestas del patrón usando cal. La cal procedía de una cantera de piedra caliza situada en la ladera del cerro del castillo, de la que aún quedan en pie los hornos en que se calentaba la piedra.
Las casas de los agricultores, además de las habitaciones de uso personal, tenían una o dos cuadras para los animales de labranza, pajares, trojes donde almacenar trigo o cebada, y marranera. En todas las casas había un corral en el que terminaban de convertirse en estiércol las camas de paja de cuadras y marraneras. En el corral las gallinas escarbaban en busca de alimento y los conejos correteaban cerca de su madriguera. A falta de retrete el corral también era el lugar apropiado para las evacuaciones corporales.

## Demografía
La Calahorra cuenta con una población de 681 habitantes (INE 2024).
| Gráfica de evolución demográfica de La Calahorra entre 1842 y 2021                                                  |
| |
| Población de derecho según los censos de población del INE Población de hecho según los censos de población del INE |

## Economía
Los habitantes de la casa no sólo constituían una unidad familiar, eran también una unidad económica que tendía a producir muchos de los artículos que se consumían en ella.
En casa del agricultor todos su miembros, hombres y mujeres, grandes y chicos, participaban en las faenas de siembra y recogida de trigo, garbanzos, papas, maíz, hortalizas y otros productos. Todos aportaban sus esfuerzos para sacar adelante la cría de gallinas, conejos, marranos, cabras y ovejas.
Las mujeres, además de las tareas de la casa, hacían vestidos, sábanas y otras prendas a partir de piezas de telas; con lana tejían abrigos, calcetines y bufandas; con los restos de aceite y grasa fabricaban jabón añadiéndole sosa cáustica.
Trabajo de los hombres era fabricar con esparto guita, tomiza y pleita con las que se hacían sogas, ronzales, serones, espuertas y otros útiles; y hacer múltiples reparaciones y chapuzas en los aperos de labranza, en la casa y en el campo.
En septiembre se hacían otros quehaceres como enristrar ajos, cebollas, tomates y pimientos secos, y hacer conservas de tomates guardándolos en frascos de vidrio. Los pastores se afanaban en el ordeño de sus ovejas y cabras y la elaboración de queso. Es éste un queso artesanal, de sabor característico, que con la denominación de queso de La Calahorra engloba los fabricados en las zonas de Guadix y el Marquesado.
Trabajo y fiesta se unían en la matanza. El cerdo se castraba, se cebaba durante todo el año, y al llegar las heladas invernales el matador se encargaba de sacrificarlo. Se descuartizaba, se separaban los jamones y los brazuelos, el lomo, el espinazo, las panzas y las mantecas. Las carnes se picaban, se mezclaban con especias y otros condimentos para hacer chorizo, salchicha y butifarra; con la manteca se hacía sobrada. Lomo, chorizos y morcillas se freían y se metían en orzas para su conservación. También se limpiaba la vejiga, que a fuerza de golpes se ablandaba y soplándola se convertía en una pelota algo excéntrica, la zambomba, con la que jugaban los niños.
La agricultura centraba la actividad económica del poblado. 
Las tierras se clasifican en tres grupos: Una pequeña porción, cercana al pueblo, es la vega, tierras de regadío, en la que se cultivaba remolacha, patatas, maíz, garbanzos, hortalizas, y algún frutal. De mayor extensión y más alejadas, otras tierras constituyen «el campo», que podía regarse en primavera; más lejos aún estaban las tierras de secano. El campo y el secano se destinaban al cultivo de trigo y cebada. En ambos se alterna la siembra y el barbecho.
El tiempo del trabajo se ajustaba a la luz del sol, por lo que en invierno las horas de faena eran escasas, mientras que las largas jornadas de verano con frecuencia se prolongaban durante la noche en tareas como aventar el trigo y la cebada o almacenar la paja.
Las labores de siembra y barbecho se hacían con el arado de palo con reja de hierro, y en menor medida con el arado de vertedera construido en hierro. En verano había otras ocupaciones: las mieses se segaban con las hoces, se juntaban en haces y se barcinaban hasta las eras en carros de ruedas de hierro o a lomos de los mulos. En la era los trillos de tabla o de ruedas deshacían la mies en paja y grano. Después se aventaban con máquinas, o bien con horcas aprovechando el suave viento de las tardes de agosto.
El herrador, que ponía herraduras en los cascos de las caballerías, y el fragüero, eran profesionales imprescindibles para las labores agrícolas.
Las fraguas, con su fuelle que mantiene encendido el fuego en el que se calienta hasta el rojo vivo el hierro; con su yunque, sobre el que a rítmicos golpes de martillos se forjaba el hierro candente; y con su pila de agua en la que se templaba la pieza recién forjada, eran talleres en continua actividad.
Otros hombres se ganaban el sustento con el también duro trabajo de la minería: hombres que venían de las minas de Alquife, pintados de pies a cabeza por el polvo rojo del mineral de hierro, con la lámpara de carburo con que iluminaba las oscuras galerías donde transcurría buena parte de su vida.
Oficios y actividades de los que apenas recordamos sus nombres ocupaban a otras personas: La recovera, mujer que se dedicaba a comprar huevos para venderlos en Guadix. La tostadora dedicada a tostar garbanzos y principalmente cebada, que era usada en infusión como sustituto del café. El tartanero con su tartana. El posadero que alberga y da comida a los transeúntes y sus animales. La espigadora que recogía las espigas que quedaban en el suelo tras la siega y la barcina. El panadero que en su horno cocía la masa de harina de trigo, agua y levadura trabajosamente elaborada por las incansables mujeres. El hojalatero, el quincallero,...

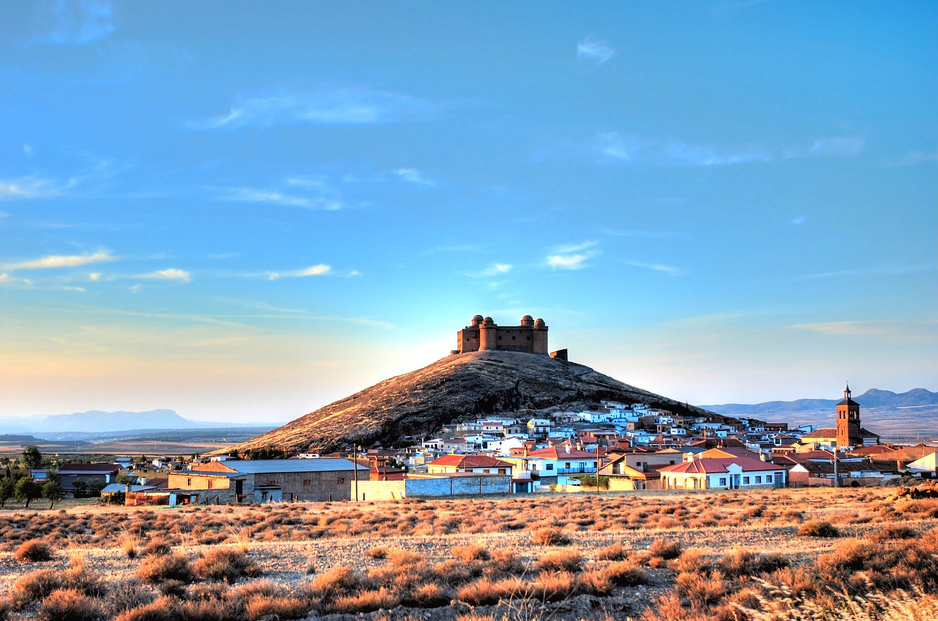
Vista panorámina de La Calahorra

### Evolución de la deuda viva municipal
| Gráfica de evolución de Deuda viva del Ayuntamiento de Calahorra (La) entre 2008 y 2019                                |
| |
| Deuda viva del Ayuntamiento de Calahorra (La) en miles de Euros según datos del Ministerio de Hacienda y Ad. Públicas. |

## Costumbres
Hacia el año 1950, diez años después de finalizar la guerra civil española, la situación económica y el cotidiano vivir de los calahorreños no era muy halagüeño. Los 2100 habitantes que por esas fechas vivían en La Calahorra, lo hacían entre la pobreza y la resignación. Eran gentes sencillas, trabajadoras, alegres, con pocos estudios, ingeniosas y apegadas a sus tradiciones: los novios hablaban por la ventana separados por una reja; a los viudos que volvían a casarse se les daba la cencerrada; las mujeres mayores vestían de negro con la cabeza cubierta con un pañuelo.
Sin agua corriente, eran las mujeres quienes la traían desde los caños con sus cántaros para beber, cocinar y lavar. Con el panero y la canasta se iban a lavar al río o a los lavaderos del pueblo, donde hincadas de rodillas frotaban las prendas enjabonadas en la teja. En la chimenea, en fogones de paja o sobre lumbre de leña, hacían la comida que en la misma sartén o perola apoyada en los trébedes, o vertida en una fuente en el centro de la mesa, agrupaba a toda la familia con la cuchara en una mano y la rebanada de pan y la navaja en la otra. En las tardes de invierno las mujeres encendían el brasero que, bajo las faldas de la mesa camilla, ponía una nota de calor en la casa.
El trigo y la cebada se medían en fanegas, cuartillas y celemines. Se pesaba con la romana en libras y en arrobas. Se compraba con duros, pesetas, reales, perras gordas y perras chicas. Se comía olla, gachas, migas, sustentos, papas fritas, tomates y pimientos, jamón y tocino, chorizos y morcillas, y en las fiestas arroz con conejo o pollo.
Costumbre de los hombres, al levantarse, era tomarse la copa de aguardiente en la taberna. La vuelta del trabajo era la vuelta a la taberna donde se hablaba, se discutía, se gritaba, se jugaba al truque, a la brisca o al subastado, se cantaban fandangos y seguidillas, se hacían y comían guisados, era, en un entorno casi exclusivamente masculino, el lugar de la farra y la borrachera. La noche de las mujeres era distinta: las muchachas salían con sus cántaros a por agua a las fuentes, ocasión aprovechada por los mozos para hablar con ellas. Y alrededor de la mesa camilla en invierno, o sentadas en el poyo tomando el fresco en el verano, se pasaban el tiempo haciendo ganchillo, cosiendo o remendando entre risas, chismes y bromas.
Las noches de los domingos y fiestas los jóvenes se reunían en alguna casa donde jugaban, cantaban y bailaban bajo las atentas miradas de las madres. La tarde de los domingos salían a pasear a la carretera en grupos de amigos, las chicas cogidas de la mano, y tras ellas los chicos: en invierno por la carretera de Ferreira descansando en las piedras del JuanCanal disfrutando de los tibios rayos del sol, en verano por la de Alquife hasta el río, en primavera por la de Aldeire hasta la ramblilla, en otoño hasta la viña del cura. Solamente los novios formales paseaban juntos y nunca cogidos de la mano.
El cura y el maestro eran los personajes más influyentes del pueblo. El rosario, la novena y la misa del domingo, eran actos religiosos que reunían a los vecinos. Casi nadie escapa de participar en las asociaciones que se crean en la parroquia: las mujeres con el escapulario del Sagrado Corazón de Jesús, la Adoración Nocturna para los hombres, los muchachos en la Acción Católica, las chicas en las Hijas de María, y para los niños la Virgen de Fátima. Para entrar en la iglesia las mujeres tenían que cubrirse con el velo, mientras que los hombres debían quitarse la gorra. Hombres y mujeres asistían a los actos religiosos separados, las mujeres en los bancos delanteros, los hombres atrás, cerca de la puerta.
Así no es de extrañar que, prohibido el carnaval y con la única excepción del 18 de julio, todas las fiestas estuviesen dirigidas por la Iglesia: la misa y las procesiones eran el eje central de todas ellas, después venían el paseo y las diversiones. Para la celebración de algunas fiestas se nombraban mayordomos, cuya misión era recoger fondos para pagar los gastos de las actividades que se hacían. La banda de música tocaba en el coro en las misas solemnes de las fiestas, en las procesiones y en la plaza.

## Fiestas
Y fiestas había casi todos los meses. En enero, además de Año Nuevo y Reyes se celebra San Antón, el patrón de los animales. San Antón, que comparte ermita con San Gregorio, se baja en procesión hasta la iglesia, se le dice la novena y el día diecisiete, acompañado de todas las caballerías del pueblo, vuelve a su habitual ubicación. Los mayordomos son los encargados de organizar el chisco, un montón de leña que se quema en la plaza durante la noche del día dieciséis. Muchos habitantes queman sus chiscos junto a su casa, reuniendo a vecinos y asando papas en el rescoldo. Esta fiesta termina con las «nueve vueltas», una carrera de mulos y caballos alrededor del conjunto de cementerio y ermita.

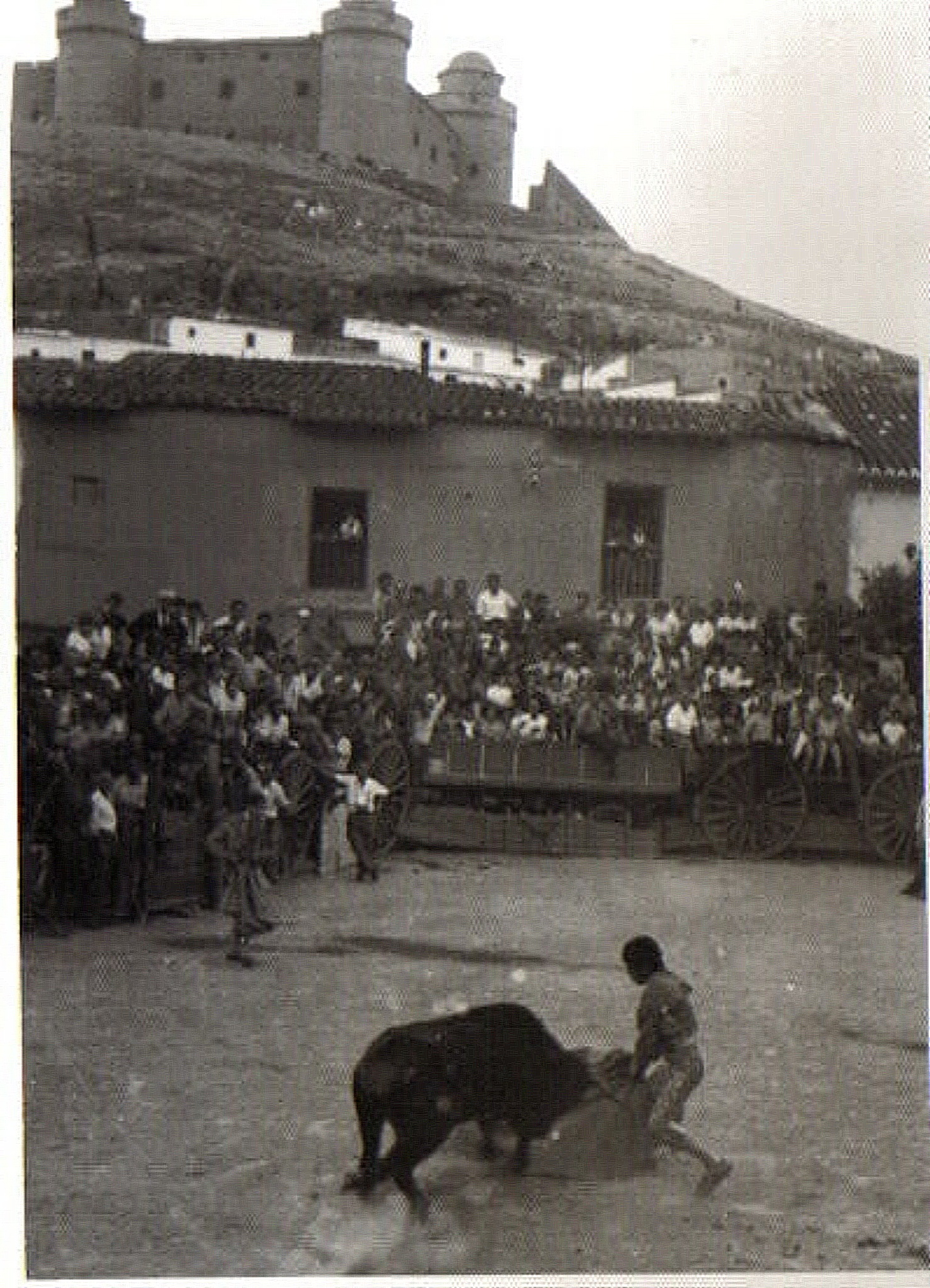
Plaza de toros.

La fiesta de Marzo es el diecinueve, San José. Entre marzo y abril llega la Semana Santa, semana con continuos actos religiosos. La comida típica de estas fechas es la cazuela, el potaje de garbanzos, el bacalao y la tortilla; de postre arroz con leche y panecillos. Es tiempo de ayuno y abstinencia, de confesiones y comuniones, de continuas idas y venidas a la iglesia, y de tabernas cerradas mientras la procesión recorre las calles del pueblo.
El veinticinco de abril se celebra San Marcos el Evangelista. El acto central es la misa, las más concurrida del año, ya que al salir los asistentes reciben un rosco de pan ácimo al que se le atribuyen propiedades curativas. En esta ocasión los mayordomos piden trigo durante el verano anterior y se encargan de molerlo, hacer los roscos y distribuirlos a la salida de la iglesia.
El mes de mayo es el mes de «las flores a María» y el mes de las fiestas. En las escuelas se levanta un pequeño altar a la Virgen María, a la que los niños rezan, cantan y llevan flores. Las fiestas empiezan el primer día del mes con la Fiesta del Trabajo, que la iglesia nombra como San José Obrero.
En la noche del día dos al tres se disfruta de la fiesta de las Cruces. En el interior de algunas casas se levantan altares con cruces adornadas con plantas, flores, colchas y candelabros, alrededor de los que se reúne la gente para divertirse con juegos, cantos y bailes.
El nueve es la fiesta de San Gregorio Nacianceno, patrón de La Calahorra. Nueve días antes, San Gregorio se traslada en procesión a la iglesia desde su ermita, se le dice la novena, se saca en procesión el día ocho por la noche y el nueve por la mañana después de la misa. En estos días la plaza y la calle Los Caños se llenan de puestos de turrón, pasteles y otros dulces; en la plaza se montan los columpios y las voladeras, y algunos años se instala algún circo o teatro ambulante. Los calahorreños disfrutan intensamente estos días. La noche del ocho es la del «castillo fuego»: terminada la procesión la calle Los Caños se llena de gente paseando desde la fuente hasta la plaza, mientras en esta se alternan piezas de música con la quema de los fuegos artificiales. Las tabernas se abarrotan de clientes.
En mayo hay otros tres días de fiesta: el tradicional día de la Ascensión, y dos nuevas: el día trece la Virgen de Fátima y el quince San Isidro Labrador, patrón de los agricultores.
Tras la fiesta del Corpus Christi en junio, vienen la del 18 de julio, celebración del inicio de la guerra civil de 1936, y la de Santiago, patrón de España. Estas dos últimas junto a la del día de la Virgen, el quince de agosto, eran un oasis de descanso en el intenso trabajo del verano, eran días en que se iba a comer o a pasear a la vega de Aldeire.
En los últimos días de agosto y los primeros de septiembre, terminados los trabajos de recolección de cereales, era el momento de la fiesta del Señor, en honor del Santo Cristo de las Penas. Durante el sábado y el domingo se desarrolla como la de San Gregorio, con sus procesiones, misa, castillo fuego, banda de música, puestos de dulces, columpios y paseos. Del lunes al viernes siguiente se celebraba la feria de ganado: por la mañana todos los mulos debían estar en los bancales cercanos a las Vistillas y la Zagüela mientras la banda de música tocaba en la puerta de la Serafina. Por la tarde los paseos se repetían por la carretera de Alquife y la calle Los Caños. Durante estas mañanas, en la plaza se iba construyendo, con carros trabados con palos, una estructura que albergaría los festejos taurinos que se celebrarían el sábado y el domingo. El sábado por la mañana los novillos y cabestros llegaban a la vega, donde pacían en algún bancal de remolachas hasta que las autoridades llegaban hasta ellos para iniciar el encierro. Con el alcalde y los mayordomos detrás, la manada avanzaba por la carretera de Alquife hasta llegar al pilar de Los Caños, donde se provocaba una estampida y novillos y mozos corrían hacia la plaza rebosante de gente subida en los carros. El domingo por la tarde tenía lugar la novillada.
La fiesta de octubre, en conmemoración del descubrimiento de América, era el día doce, el Día de la Raza, en el que la iglesia celebra la Virgen del Pilar. En noviembre, época de castañas, las festividades son el día uno, los Santos y el dos, el día de los Difuntos.
El último mes abundaba en fiestas: el día cuatro Santa Bárbara, patrona de los mineros y el ocho la Inmaculada Concepción. A final de mes las Navidades: tiempo de roscos, mantecados y tortas de aceite y de chicharrones, la Nochebuena con su misa del Gallo y grupos de gente cantando villancicos y pidiendo el aguinaldo; los tres días siguientes, días de Navidad, de merendilla en el Juancanal, de juego de la navaja en el Macabe y de lotería en los rincones soleados; y la noche de Añoviejo, de reuniones nocturnas en que se echan los años, se juega y se baila.

## Tiempos nuevos
En el año 1953 acontecen dos hechos que pondrán fin al aislamiento internacional al que estaba sometido el régimen: el 25 de agosto se firma el Concordato con la Santa Sede y el 26 de septiembre el pacto de defensa entre España y EE. UU., que además de la instalación de bases militares americanas trae ayuda económica. Lo más significativo de esta ayuda para La Calahorra son dos productos desconocidos: un queso de color rosado y extraño sabor y la leche en polvo que se da en la escuela.
El 25 de febrero de 1957 se nombra un gobierno que, para acabar con la autarquía, establece el Plan Nacional de Estabilización Económica y la apertura de la economía al exterior. La consecuencia de estas medidas es un crecimiento económico en España que fundamentalmente tiene lugar en Cataluña y País Vasco. Su efecto llega al pueblo a partir de los años sesenta en forma de emigración. Emigración a Cataluña, a los pueblos industriales del cinturón de Barcelona, y también a Francia, Alemania y Suiza.
Esta emigración reduce a la mitad los habitantes de La Calahorra en una década. La disminución de la población, el dinero que mandan los emigrantes y la llegada de nuevos productos fuerzan nuevas formas de vida. Desaparecen la recovera, la tostadora, el hojalatero y el tartanero. Se compran las primeras segadoras tiradas por mulos, que abren el camino a cosechadoras y tractores. La mecanización de las labores agrícolas dejan obsoletos eras, carros y mulos. Sin mulos no hace falta herrador, fragüero, cuadra, ni pajar. Se acabaron los largos viajes a Guadix subidos en el carro o en la albarda del mulo, la Autedia da comodidad y rapidez. Dejan de usarse trébedes y fogones con la llegada de las cocinas de butano.
La Seguridad Social se extiende a los agricultores que han de darse de alta como autónomos para acceder a algunas prestaciones. Para la agricultura se avecinan malos tiempos, la baja productividad de las tierras junto al estancamiento del precio del trigo y la cebada incitan a los jóvenes a la emigración, y la falta de jóvenes la priva de ideas innovadoras y brazos fuertes.
Es en las minas de Alquife donde se crean nuevos puestos de trabajo. La hostelería empieza a dar sus primeros pasos: el vaso de vino blanco en la taberna se sustituye por el chato de tinto o el quinto de cerveza con su tapa en los bares, a los que se incorpora la mujer. En las fiestas éstos se llenan de consumidores de raciones de calamares y choto al ajillo. Se abre un cine que primero funciona solo durante el verano, luego se abre todo el año y finalmente se cierra.
La aprobación de la Constitución en 1978, la democratización de los Ayuntamientos y la entrada de España en la Unión Europea acentúan los cambios. Primero se lleva el agua corriente a las casas, lo que libra a las mujeres de traerla desde los caños y les permite lavar la ropa en la pila en casa; más tarde se establecen canalizaciones de desagües que posibilitan la instalación de retretes y cuartos de baños, lo que limpia de excrementos los corrales, la balsilla y otros lugares del pueblo a los que los hombres acudían para hacer sus necesidades; después se asfaltan las calles eliminando el polvo y el barro.
Hay una notable mejoría del nivel de vida, una alimentación más equilibrada y un aumento del bienestar con la llegada de lavadoras, frigoríficos, teléfonos y televisores, aunque los mayores sigan creyendo que antes se vivía mejor y que hasta la leche era más blanca. Se han olvidado que ellos para desayunar tomaban infusión de cebada tostada.
Por otra parte la agricultura sigue decayendo a pesar de las subvenciones que desde la Comunidad Europea llegan a agricultores y ganaderos, y el cierre de las minas de Alquife acelera el declive propio de los pequeños pueblos. Todo ello, junto a la muerte de los mayores y la disminución de los nacimientos, hace que continúe el descenso de habitantes. Es la hostelería, con nuevos bares y hoteles, la que mantiene la economía del pueblo.

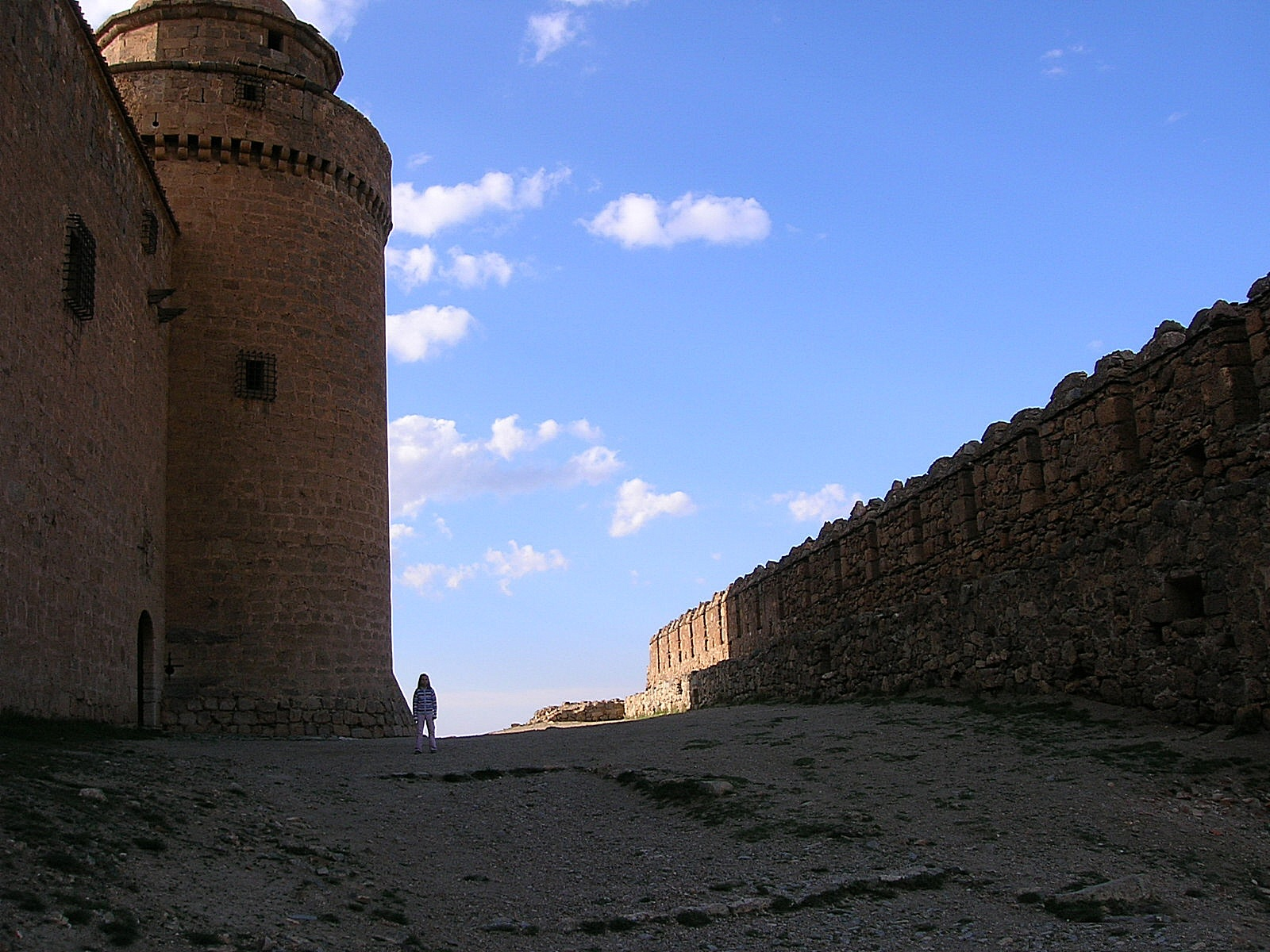
Vista de la muralla del castillo.

## Monumentos o lugares de Interés
Castillo de la Calahorra
Y es el castillo el que proyecta a La Calahorra a ser conocida más allá del Marquesado. Causa extrañeza las ideas que los habitantes del pueblo tenían sobre su castillo, por lo menos en la primera mitad del siglo pasado. Se creía que había sido construido por un rey moro, y se hablaba del cuarto y del peinador de la reina. Bien es verdad que fue construido en el lugar que ocupaba una antigua fortificación que podría haber sido levantada en época visigoda y reformada durante la ocupación musulmana.
El castillo se construye entre los años 1509 y 1512, encargado por el marqués del Cenete, D. Rodrigo de Mendoza. El marqués en sus viajes a Italia conoció la construcciones renacentistas de este país y muy influenciado por ellas quiso materializar este estilo arquitectónico en la construcción de su castillo-palacio. Encomienda su ejecución al arquitecto Lorenzo Vázquez de Segovia, que ya iniciadas las obras, seguramente por discrepancias en el diseño, es sustituido por el italiano Michele Carlone. El aspecto exterior es tosco, con los dos torreones que dan al norte más altos y de mayor diámetro que los otros dos, con una sola puerta de entrada relativamente pequeña, y con una concepción militar y defensiva, que le da un aspecto de fortaleza.
El interior es un hermoso palacio renacentista, realizado por artistas italianos con mármol traído de Carrara (Italia). El palacio tiene su centro en un patio cuadrado con una galería inferior y otra superior unidas por una suntuosa escalinata. En ambas galerías hay seis columnas en cada lado terminadas en capiteles compuestos en la galería baja y corintios en la alta, y arcos de medio punto. En el patio había una fuente de mármol traída de Italia, que fue sustituida por el brocal de un aljibe. Se desconoce el paradero tanto de la fuente como de otros numerosos adornos de la cornisa y las portadas.
- Iglesia de la Anunciación (s. XVI)
- Fuente de los Caños
-Casa Grande (s. XIX)
-Casa de los Borja, s. XVII (en venta, medio ruinosa. Destaca el gran torreón y escudo)
-Ayuntamiento ( escudos)
- Silo de cereales
-Fuente Califal
- Ermita de S. Gregorio ( con pinturas murales en su interior)

## Hermanamiento
- Rubí, España